# 加那利群岛共产主义统一党
加那利群岛共产主义统一党（西班牙語：Partido de Unificación Comunista en Canarias，缩写为PUCC）是加那利群岛过去的一个共产主义政党。该党出现于1975年，1978年召开首次正式会议。它一直致力于加那利群岛的政治自治。它于2012年并入西班牙人民共产党。